# Tobias Mayer
Tobias Mayer (født 17. februar 1723 i Marbach am Neckar, død 20. februar 1762 i Göttingen) var en tysk astronom. Han var far til Johann Tobias Mayer.
Efter autodidaktiske studier i Esslingen, hvor han i 1741 offentliggjorde en geometrisk afhandling, og et kortere ophold i Augsburg, hvor han i 1745 publicerede sine matematiske tabeller, gik han i 1746 til Nürnberg som medarbejder ved det Homannske Landkortinstitut. I 1751 blev Mayer kaldet til Göttingen som professor i matematik og fik i 1754 opsynet med det derværende tarveligt udstyrede observatorium — et til opstilling af instrumenter tjenende værelse i et af stadsmurens runde tårne, ved det nuværende Nicolaitor, og hvor han observerede under de uheldigste forhold, til overanstrengelse lagde ham for tidligt i graven. 
Gennem de vilkår, hvorunder Mayer måtte arbejde, har han vist sig som en af 18. århundredes dygtigste og nidkæreste astronomer. Som iagttager står han kun tilbage for Bradley. Hans arbejder har beskæftiget sig med månens bevægelse; han verificerer Cassinis lov og anviser ved studiet af månens libration en metode, som endnu benyttes. Resultaterne af disse studier samlede han i sine månetabeller. For disse månetabeller, der allerede i 1755 blev forelagt det engelske admiralitet, fik han en del af den prisbelønning, den engelske stat allerede i 1713 havde udsat for den bedste metode til længdebestemmelse.
Mayer anstillede de første nøjagtige målinger til en topografi af månens overflade, foretog observationer af fiksstjerner, samlede data til undersøgelse af stjernernes egenbevægelse, undersøgte den astronomiske og terrestriske refraktion, udarbejdede en metode til beregning af sol- og måneformørkelse, og så fremdeles. 
Også som opfinder har Mayer vundet sig et navn. I sin afhandling Nova methodus perficiendi instrumenta geometrica beskriver han princippet for at multiplicere vinklen og refleksionscirklen, hvilket senere på lignende vis blev indført af Borda. Som magnetiker har Mayer udført fundamentale arbejder og omtales af Gauss som "immortalis Mayer". 
Allerede i hans tid og under hans ledelse var Göttingen verdens magnetiske hovedstad. En del af Mayers arbejder er publicerede i Göttingenakademiets forhandlinger, en del af hans utrykte arbejder blev udgivet af Lichtenberg.